# 菲奥娜·克拉克尔斯
菲奥娜·克拉克尔斯（英語：Fiona Crackles，2000年2月11日—），英国女子曲棍球运动员，2018年欧洲青年女子曲棍球锦标赛铜牌得主、2020年夏季奥林匹克运动会女子铜牌得主。